# 佐藤将展
佐藤 将展（さとう しょうてん、1959年 - ）は、日本の作曲家、編曲家。本名同じ。北海道出身。岩手県盛岡市在住。14歳で岩手県に移り住む。高校生の頃、星吉昭と出会う。姫神せんせいしょん解散後、作曲家・編曲家として、テレビ・ラジオのテーマ音楽、CMの歌やBGM、歌手・アーティストへの楽曲提供などで活躍。ジャンルを問わない制作力で各方面から評価を得ている。

## 人物
姫神せんせいしょんの活動期間に、盛岡市内で喫茶店を経営していた。アルバム「遠野」の中にはそのときに使っていた調理器具を打楽器として使用したものがある。好きなドラマーとして、ジョン・ボーナムやイアン・ペイスを挙げている。

## 来歴

### 姫神せんせいしょん時代（1981年 - 1983年）
グループ結成時からのメンバーとして、ドラムス、パーカッション、レコーディングエンジニアを担当。

### ソロ活動（1984年 - ）
2007年、姫神せんせいしょんの伊藤英彦・大久保正人らとせんせいしょんを結成。

## ディスコグラフィ（姫神せんせいしょん時代）

### アルバム
- 1981年　奥の細道 （姫神せんせいしょん） 「リ・ア・ス」「岩清水」（作曲）
- 1982年　遠野 （姫神せんせいしょん） 「水車まわれ」（作曲）
- 1982年　姫神 （姫神せんせいしょん） 「貝独楽」（作曲）
- 1983年　姫神伝説 （姫神せんせいしょん） 「うたげ」「桐の花むらさきに燃え」（作曲）

## ディスコグラフィ（1984 - ）

### アルバム
2010年6月時点で、ソロによるCDは発表となっていない。
- 2008年　桃源郷 （せんせいしょん）　編曲は全て佐藤将展と思われる。
  - 以下、作曲。
  - 「郷の踊り子」
  - 「御堂の森」
  - 「みみずく」
  - 「ウスユキ草」
  - 「夏まつり」
  - 「リ・ア・ス」

### 主な提供曲
- 木本由美
  - 1992年 「心・・・遼遠」　（編曲）
  - 1994年 「Dancing in Paradise」　（作曲・編曲）
- おさだたいじ
  - 1993年 「夫婦居酒屋」　（作曲）
  - 同曲のC/W「心・・・遼遠」ではバックコーラスを務めている。
- LOVE YOURS
  - 2004年 「GAMUSHARA　〜明日に向かって〜」　（作曲・編曲）
  - 2004年 「Dancing in Paradise」　（作曲・編曲）
- ふじポン
  - 2004年 「アンタ」　（作詞：ふじポン　作曲・編曲：佐藤将展）
  - 2004年 「純情産地ときめきブルース」　（作曲・編曲）
  - 2010年 「Never give up」　（編曲）

### 主なTV・CM曲

#### IBC岩手放送
- 同局ステーションジングル。
- 「ニュースエコー」テーマ曲。
- 「岩手日報IBCニュース」テーマ曲。
- 「じゃじゃじゃTV」テーマ曲。

終了した番組
- 「じゃじゃじゃFriday」テーマ曲。
- 「幸見の夕刊テレビ」テーマ曲。
- 「おばんDEナイト」テーマ曲。
- 「どんchanパラダイス」テーマ曲。
- 「どんぴしゃ8時!パラボラざうるす」テーマ曲。

#### 岩手朝日テレビ
終了した番組
- 「ゴエティーニョ!（毎週土曜6:00-6:30、2015年9月26日を以て番組終了）」で流れていた「ゴエティーソング」各曲。
- 2012年：
  - 「フレ!フレ!少年少女」（歌：アンダーエイジ、ダンス：岩手ビッグブルズ公式チアリーダー「ブルズダンサーズ」）
    - （番組本編・YouTube動画いずれも）1・2番と3・4番とで別枠構成となっている。

  - ゴエティーダンス「Do ワッピ!」（歌：Go!Kids・きゃな☆シュガー、ダンス：じゅんいちお兄さん=及川潤一&のりえお姉さん）
  - ゴエティーえかきうた
    - 番組開始当初（2012年10月6日）から2014年3月15日までは「ゴエティーの絵が完成すると岩手県内各地の風景・名勝・観光地がアニメーションで登場」する版を放映。なお（えいこお姉さんと「流れ星」がゴエティーソングを歌う旨が決まった）翌週3月22日放送分より番組本編では（新曲「めざせ!いちばん星」収録前の歌唱力試験として）えいこお姉さんが（レコーディング形式で）歌う版を一時期放映。2014年10月改編時より以前の「岩手県内観光地アニメーション版」放映に戻されていた（アニメーション版は番組サイト内及びYoutube「IATチャンネル」で動画配信。番組本編では日本語版のみの放送だが、YouTubeでは日本語版に加え英語版も配信）。

- 2013年
  - 「ピュアティックビーム」（作詞：のりえお姉さん、歌：のりえお姉さん=藤原規衣アナ&Go!Kids）
    - 歌詞は「ジュニア野菜ソムリエ」の資格を持つのりえお姉さんの感性が活かされた内容となっている。なおPVで共演している「Go!Kids」メンバーは（子役の男女計6人組のうち）女の子3名が登場。

  - 「Goあいさつ」（作詞：上田仁司、歌：福田こうへい）
    - PVにはIAT自社制作番組に出演しているIATアナ&タレントや岩手県内各地の様々な職業人が挨拶・おもてなしをする場面が登場している。MVは（初代MC「じゅんいちお兄さん&のりえお姉さん」時代の）「初期版」、（現MC「えいこお姉さん&流れ星」時代の）「2期版」、（2014年4月改編時から今日までのメインコーナーで放送されたロケ地のスタッフが登場する）「3期版」の3本が制作され、曲のメイン部で流れる挨拶場面の映像構成が各版で異なっている（現在番組本編で放送されているPVは3期版で、YouTubeでは初期版MVを配信。3期版MVは2015年1月17日放送分にて初披露）。番組本編では3期版を放送し、番組サイト内及びYouTube「IATチャンネル」では初期版を動画配信。2期版の挨拶場面後半では「ゴエティーファミリー」の一員である「Go!Kids」メンバー全員とじゅんいちお兄さん&のりえお姉さんの挨拶場面が、3期版では「アンダーエイジ」の挨拶場面がそれぞれ登場）。なお福田こうへい自身がこれまで公式発売してきたアルバム・シングルにこの曲は収録されていない。

- 2014年：
  - 「くるりんちょ」（歌&ダンス：アンダーパス・アンダーエイジ・じゅんいちお兄さん・Go!Kids、MVロケ地：安比高原）
    - MVはアニメーション合成付き。なおアンダーパス自身がこれまで公式発売してきたアルバム・シングルにこの曲は収録されていない。

  - 「めざせ!いちばん星」（歌&作詞：えいこお姉さん=高井瑛子アナ&流れ星）
    - 当番組MC3名が歌う初の「ゴエティーソング」。2014年3月29日放送分にて（完成PVと共に）初お披露目され、翌週4月5日より「ゴエティーニョ!」エンディングテーマ曲としても放送。PVにおけるえいこお姉さん&流れ星の衣裳は1番・2番・3番の各場面でそれぞれ異なる。

  - 「ゴエるん体操BLUE」（作詞：上田仁司、歌：えいこお姉さん、ダンス：えいこお姉さん&チームファンタジスタ、振付：チームファンタジスタ）
    - えいこお姉さんがメインボーカルを務めるゴエティーソング第2弾（えいこお姉さんのデビュー曲「めざせ!いちばん星」は「流れ星」と一緒に歌っているが、今回は初のソロによるメインボーカル）。2014年11月8日放送分にて初披露された。実質的にはかつて放送されていたコーナー「ゴエティーエクササイズ」が姿を変えて復活した形となっている（MVには振付を担当した岩手県内男性保育士メンバー「チームファンタジスタ」もえいこお姉さんのバックダンサーとして出演）。
    - 「ゴエるん体操」各シリーズはそれぞれの色（赤・青・緑）ごとに異なったテーマによる振り付けが考案され、「ゴエるん体操BLUE」のテーマは「岩手の青空」。この曲を皮切りに2014年12月6日放送分からは「ゴエるん体操」シリーズが「ゴエティーニョ!」のオープニングを飾る曲（ゴエティーソング）となっている（「赤」・「青」・「緑」の各シリーズは1ヶ月ごとに無作為に入れ替えて放送されるため、どの色の曲が流れるかは番組開始直後でないとわからない）。

- 2015年：
  - 「ゴエるん体操GREEN」（作詞：上田仁司、歌：えいこお姉さん、ダンス：えいこお姉さん&チームファンタジスタ）
    - 「ゴエるん体操BLUE」の姉妹版（ゴエるん体操の第2シリーズ）として、同年最初の放送となった1月10日放送分にて初披露。冒頭&結びの歌詞と曲調はそのままに、えいこお姉さんの掛け声・中間部の歌詞・振り付けをそれぞれ「岩手の自然」をテーマにした内容へとアレンジしている。

  - 「ゴエるん体操RED」（作詞：上田仁司、歌：えいこお姉さん、ダンス：えいこお姉さん&チームファンタジスタ）
    - 2月21日放送分にて初披露された「ゴエるん体操」第3シリーズ。えいこお姉さんの掛け声・中間部の歌詞・振り付けは（地元岩手の特産品の一つである）「リンゴ」をテーマにした内容へとアレンジしている。当作品の完成により「ゴエるん体操」シリーズは「赤・青・緑」の3色が出揃った形となる。

  - 「パッチーニョ」（作詞：上田仁司、歌：Go!Kids・えいこお姉さん）
    - 7月25日放送分にて初披露された「Go! Kidsがえいこお姉さんと一緒に初めてメインで歌う曲」。歌詞の内容はえいこお姉さんと「Go! Kids」メンバー全員で同年4月から考え、6月に盛岡市内の音楽スタジオにて（「ゴエティーソング」各曲の作曲を手がけている佐藤将展氏指導の下）レコーディングを行った（メンバー全員が歌う部分と各人がソロで歌う部分を分けてレコーディング）。歌詞は「日常生活に溢れる様々な音・行動&快適な目覚めから始まる今日一日の活動準備」をテーマにしており、曲はサンバ調にアレンジされている。

※「ゴエティーソング」は番組本編での放送と番組サイト内&「IATチャンネル」内のYouTube動画のみで視聴可能となっており、CD化及びDVD化されての公式発売予定は現時点で無い。また番組本編での「ゴエティーソング」放送は全体放送枠の都合上、YouTube同様のフルコーラス版ではなく1番のみの短縮版となる場合もある他、全ての曲が番組本編で毎週必ず放送されるとは限らなかった（当該週放送分の「ゴエティーソング」曲目は、「ゴエティーニョ!」番組プロデューサー及びディレクターが全体放送枠への全内容収まり具合を総合的に勘案した上で、1週につき1曲～4曲の範囲で無作為に選曲・放送。但しこれまでロケ及び放送してきたメインコーナーおさらい編を放送する週では「ゴエティーソング」放送自体を休止する場合もあった）。
※2014年5月4・5両日に盛岡駅西口地区（IAT本社周辺）で開催されたIAT最大規模の野外イベント「Go!Go! ゴエティーフェスタ2014」では会場内で「ゴエティーソング」各曲がBGMとして流れると共に、「IATアナによる絵本読み聞かせイベント」会場となったIAT本社1階ロビーでは「ゴエティーニョ!」2014年4月12日放送分録画DVD「盛岡手づくり村での昔の遊び体験編」が番宣用として上映された。さらに1日目のステージイベント「ゴエティーニョ!ステージ」ではえいこお姉さんと流れ星が「めざせ!いちばん星」を生で歌うと共に、「ゴエティーファミリー（スケジュールの都合上不参加となった”アンダーエイジ”以外のメンバー全員）」・えいこお姉さん・来場者が一緒になって「ゴエティーダンス」を踊った（「ゴエティーニョ!ステージ」の模様は2014年5月17日の「ゴエティーニョ!」内で「メインコーナー特別編」として放送）。